# Svelvik
Svelvik est une kommune de Norvège. Elle est située dans le comté de Vestfold, sur la rive occidentale du Drammensfjord, à l'endroit où celui-ci est le plus étroit (moins de 180 mètres). La traversée de ce détroit est effectuée par la plus courte ligne de ferry norvégienne.

## Personnalité liées à la commune
- Betzy Kjelsberg, suffragette